# Méthodes de détection des exoplanètes
En astronomie, la recherche des exoplanètes fait appel à plusieurs méthodes de détection. La majorité de ces méthodes sont à l'heure actuelle indirectes, puisque la proximité de ces planètes avec leur étoile est si grande que leur lumière est complètement noyée dans celle de l'étoile.

## Méthodes indirectes

### Vitesses radiales
La méthode des vitesses radiales est la méthode qui a permis aux astronomes suisses Michel Mayor et Didier Queloz de détecter la première exoplanète autour de l'étoile 51 Peg. Cette technique de détection est celle qui a fourni le plus de résultats jusque dans le début des années 2010, et elle est encore très utilisée, notamment avec les spectrographes CORALIE et HARPS installés à l'observatoire de La Silla (Chili).
La détection par vitesse radiale consiste à utiliser l'effet Doppler-Fizeau. En effet, le mouvement de la planète autour de son étoile va induire un léger mouvement de recul de celle-ci, qui est détectable par cet effet. On mesure alors les variations de vitesses radiales de l'étoile, et si ces variations sont périodiques, il y a de grandes chances pour que cela soit dû à une planète. Cette méthode favorise la détection de planète massive proche de l'étoile (les fameux Jupiter chauds), puisque dans ce cas, le mouvement induit sur l'étoile est maximal. Elle nécessite néanmoins une extrême stabilité du spectrographe dans le temps, ainsi qu'une résolution spectrale assez grande, ce qui limite la détection aux étoiles assez lumineuses.
Afin de découvrir des planètes situées à 1 UA, et de la taille de la Terre, il faut une très grande précision des instruments, précision qui n'existe pas pour l'instant.  

### Transits

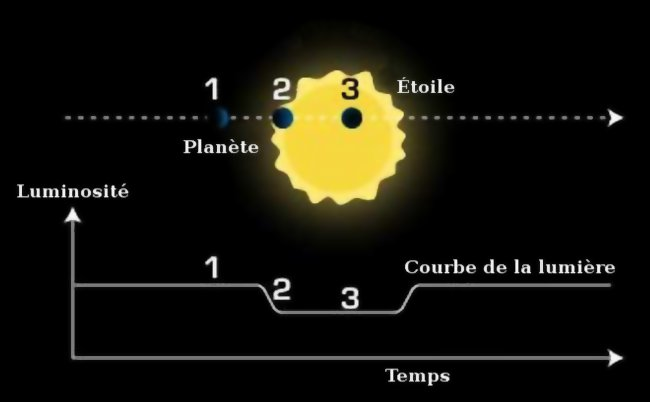
Le transit de la planète devant son étoile fait varier la luminosité de cette dernière.

Lorsque l'inclinaison de l'orbite de la planète par rapport à l'observateur est proche de 90 degrés, le système est vu presque parfaitement par la tranche. Ainsi, la planète va passer devant son étoile et va faire baisser très légèrement sa luminosité. On parle alors de transit planétaire. La méthode des transits consiste dans un premier temps à faire des observations répétées du maximum d'étoiles dans le ciel, pendant des années. Avec une efficacité qui dépend principalement du nombre d'observations, de leur précision et du nombre (inconnu) de planètes avec la bonne inclinaison et distance par rapport à leur étoile, il est possible de détecter des transits planétaires. Après une détection d'un tel transit, l'étoile est ensuite observée individuellement de nombreuses fois pour confirmer le transit. En effet, si celui-ci est bien réel, il doit se répéter. Si c'est le cas, la présence d'un corps en orbite autour de l'étoile est confirmée. Le transit fournit principalement deux informations :
- la profondeur de transit, c'est-à-dire la variation relative de luminosité apparente de l'étoile du fait du transit, dont on peut déduire le rapport du diamètre apparent de la planète sur le diamètre apparent de l'étoile,
- la période de transit, correspondant à la période de révolution de la planète autour de l'étoile.

Lorsque les caractéristiques de l'étoile sont par ailleurs connues, par exemple par identification dans le diagramme de Hertzsprung-Russell à partir de son type spectral, il devient possible d'estimer :
- le diamètre de la planète, à partir du diamètre de l'étoile et du rapport des diamètres apparents,
- le demi-grand axe de l'orbite de la planète, à l'aide de la troisième loi de Kepler appliquée à la masse de l'étoile et à la période de révolution. Cette estimation de la taille de l'orbite, combinée avec la luminosité de l'étoile, est entre autres utilisée pour positionner la planète par rapport à la zone habitable de l'étoile.

En 2025, c'est cette méthode qui a permis de découvrir la majorité des planètes extrasolaires que nous connaissons (74%). 

#### Techniques dérivées

##### Variation du moment de transit, de la chronométrie de transit (TTV)
En anglais transit-timing variation (TTV).
Cette technique est extrêmement sensible et permet de détecter des exoplanètes supplémentaires dans des systèmes planétaires dans lesquels une planète qui transite est déjà connue. Avec cette technique, des planètes de masse aussi petite que celle de la Terre peuvent être détectées. En pratique, cette technique consiste à déterminer si le transit d’une planète devant son étoile se produit avec une périodicité stricte ou s’il y a une variation. Cette technique est complémentaire de la recherche de variations de la durée du transit.

##### Variation de la durée du transit
En anglais transit-duration variation (TDV).
La recherche de variations de la durée du transit (en anglais transit-duration variation, en abrégé TDV) est une méthode utilisée notamment pour détecter des exoplanètes. Cette technique est extrêmement sensible et permet de détecter des planètes supplémentaires dans des systèmes planétaires dans lesquels une planète qui transite est déjà connue. En pratique, cette technique consiste à déterminer si le transit d'une planète devant son étoile se produit toujours pendant la même durée ou s'il y a une variation. Cette technique est complémentaire de la recherche de variations du moment du transit.

##### Variation de la profondeur du transit
En anglais transit-depth variation (TPV).

### Astrométrie
La méthode astrométrique consiste à mesurer avec la plus grande précision la position absolue d'une étoile dans le ciel. De la même manière que l'effet Doppler-Fizeau peut être utilisé quand on observe un système par la tranche, l'astrométrie peut être utilisée pour observer le mouvement de l'étoile lorsque le système est vu par « le dessus ». Si l'étoile décrit une ellipse régulière dans le ciel, c'est certainement dû au mouvement induit par une exoplanète.

### Microlentilles gravitationnelles

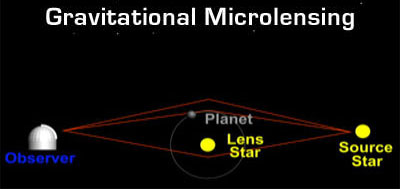
Effet de la déformation gravitationnelle.

L'effet de microlentille gravitationnelle se produit lorsque le champ gravitationnel d'une étoile déforme l'espace-temps, ce qui dévie la lumière issue d'une étoile distante située derrière, à la manière d'une lentille. Cet effet n'est visible que si les deux étoiles sont pratiquement alignées. De tels évènements sont donc rares, d'une durée de quelques jours à quelques semaines, à cause du mouvement relatif entre les étoiles et la Terre. On a, au cours de ces 10 dernières années, observé plus d'un millier de cas.
Si l'étoile qui agit comme une lentille possède une planète, le champ de cette dernière peut avoir un effet qui, bien que faible, soit détectable. Puisque cela nécessite un alignement relativement exceptionnel, on doit suivre en permanence les étoiles lointaines afin d'avoir un nombre d'observations suffisant. Cette méthode, qui détecte ces « microlentilles gravitationnelles », fonctionne bien mieux pour les planètes proches de la Terre et du centre de la Galaxie, où de nombreuses étoiles forment l'arrière-plan.
En 1991, l'astronome polonais Bohdan Paczyński de l'université de Princeton proposa cette méthode. Les premières découvertes arrivèrent en 2002, quand un groupe d'astronomes polonais (Andrzej Udalski, Marcin Kubiak et Michał Szymański de Varsovie, et Bohdan Paczyński) au cours du projet OGLE (Optical Gravitational Lensing Experiment), ont réussi à la mettre en œuvre. Durant un mois, ils ont trouvé plusieurs planètes candidates, mais la qualité des observations faisant défaut, elles ne furent pas confirmées.
Depuis, en date du 16 décembre 2017, on a détecté 65 planètes extrasolaires avec cette méthode. En 2006, c'était encore la seule méthode permettant de détecter des planètes similaires à la Terre.
En février 2008 cette méthode avait permis de détecter six exoplanètes : 
OGLE-2005-BLG-071L, 
OGLE-2005-BLG-390L b première planète légère sur orbite large,
OGLE-2005-BLG-169L et deux exoplanètes autour de l'étoile OGLE-2006-BLG-109.
Un inconvénient est qu'il est impossible de reproduire une observation : les alignements sont uniques. D'ailleurs, les planètes découvertes peuvent se situer à plusieurs kiloparsecs, rendant impossible leur observation par d'autres méthodes.
Les observations sont généralement effectuées avec des réseaux de télescopes robotisés. En plus du projet OGLE, le groupe MOA (Microlensing Observations in Astrophysics) tente d'améliorer cette approche.
Le projet PLANET/RoboNet (Probing Lensing Anomalies NETwork) est encore plus ambitieux. Il propose une surveillance permanente et à tout endroit du globe, capable de saisir n'importe quel alignement et de détecter des planètes de la masse de la Terre.

## Méthodes directes (en cours de développement)
La détection directe d'exoplanètes est l'un des enjeux les plus importants de l'instrumentation astronomique moderne. Elle repose sur une imagerie à haute résolution et haut contraste (une planète telle que la Terre est au moins un milliard de fois moins lumineuse que son étoile), utilisant des techniques d'optique adaptative dite « extrême », de coronographie stellaire, et de traitement d'images astucieuses, en cours de développement. De très nombreux projets à venir dans les plus grands télescopes terrestres ou spatiaux y sont consacrés, et les futurs télescopes géants de plus de 30 mètres de diamètre y ont trouvé une raison d'être.
Elle permettra en théorie la détection d'une foule de planètes de toutes tailles autour des étoiles proches, nous informant sur la formation des systèmes solaires, répondant à la question lancinante « Le nôtre est-il une exception ? », et, associée à de la spectroscopie, pourra pour la première fois les caractériser chimiquement et thermiquement, révélant si la vie y est possible, voire si elle y existe.
 (novembre 2015).

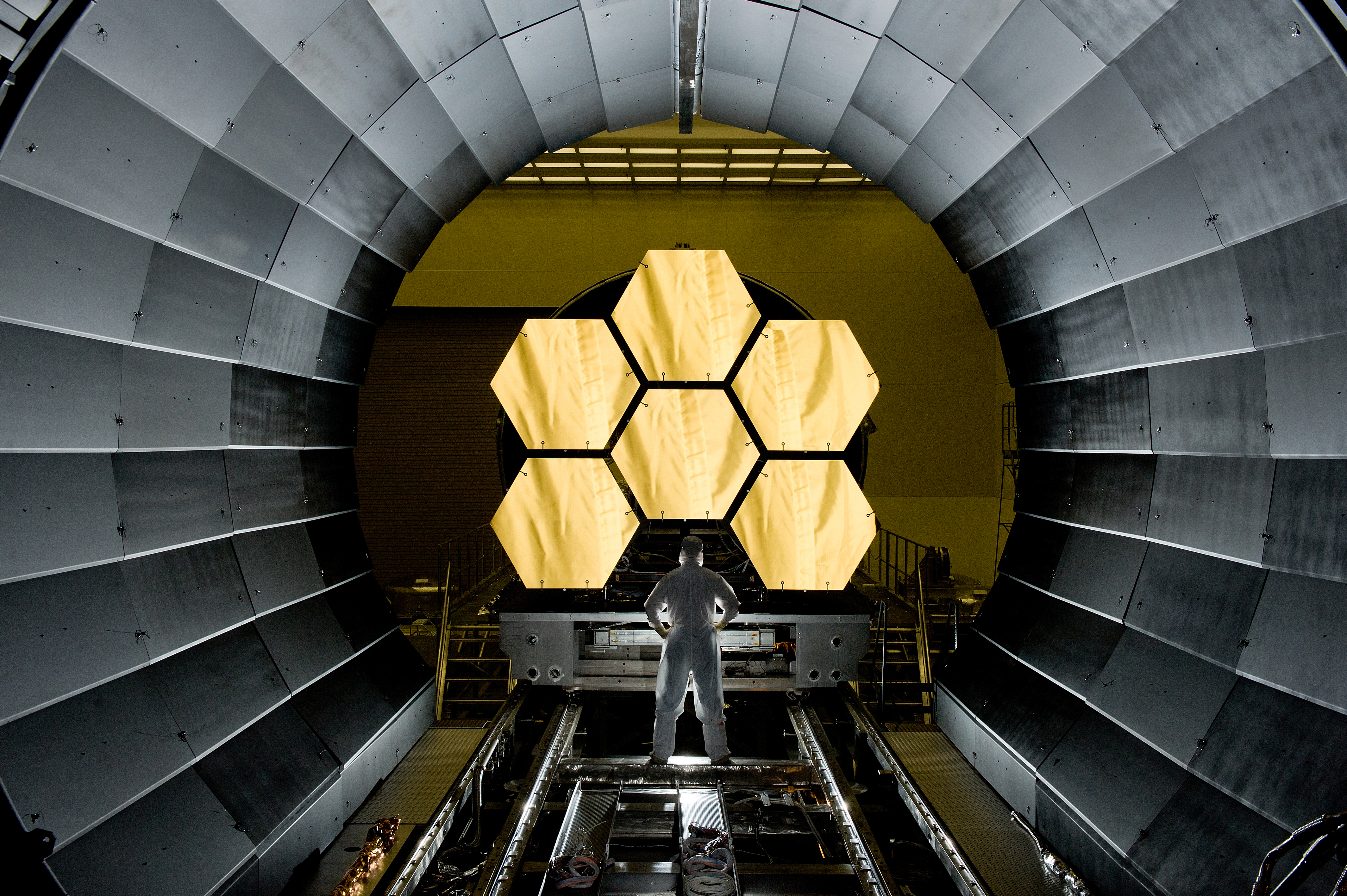
Les six premiers miroirs primaires du télescope spatial James Webb en 2011.

Les efforts qui ont foisonné dans ce domaine permettent d'espérer l'imagerie de planètes la taille de Jupiter à l'horizon 2010, de « Jupiters » et quelques « super-Terres » (5 fois la masse terrestre) en 2021, avec l'arrivée du nouveau télescope spatial James Webb. Des planètes telle que la Terre pourront en principe être détectées autour de toutes les plus proches étoiles (< 100 années-lumière) vers 2030, grâce aux nouveaux télescopes géants, et aux plus récentes techniques d'imagerie.
Voici un bref descriptif des principales techniques d'imagerie à haut contraste (qui devront être employées à la chaîne dans un instrument si l'on veut imager des planètes de la taille de Jupiter ou moins) et des projets envisagés.

### Techniques d'imagerie haut-contraste

#### Optique adaptative «extrême»
L'optique adaptative consiste à utiliser un senseur de front d'onde et une optique déformable (en général un miroir déformé par des actionneurs) afin de corriger en temps réel la turbulence atmosphérique, qui limite la résolution de tous les télescopes terrestres de plus de quelques dizaines de centimètres de diamètre. Elle est implémentée sur tous les grands télescopes tels que le VLT, le Keck, etc., et arrive actuellement à atteindre la moitié de la limite de résolution physique imposée par la diffraction, dans l'infrarouge (bande H).
Or imager une planète, très peu lumineuse et très proche de son étoile, nécessite que l'on puisse séparer leur signal respectif (les "résoudre"), et surtout éviter que la lumière de l'étoile ne fuie et masque la très faible lumière planétaire. Les miroirs déformables utilisés aujourd'hui ne permettent pas une telle performance : ils ne se déforment ni assez rapidement (boucle de correction, tournant à quelques centaines de hertz, trop lente), ni assez finement (pas assez d'actionneurs).
On en vient aujourd'hui à mettre en place des systèmes beaucoup plus performants, comprenant jusqu'à trois miroirs déformables à 1 064 actionneurs, et des senseurs de front d'onde bien plus rapides et précis que les analyseurs de Shack-Hartmann le plus souvent utilisés.
Les derniers systèmes d'optique adaptative sortis des laboratoires des grands observatoires font état d'une qualité optique atteignant 80 % de la limite imposée par la diffraction dans les mêmes conditions.
Bien entendu, une autre solution existe pour ne pas être soumis à la turbulence atmosphérique : envoyer un télescope dans l'espace. Une optique active (miroir déformable à mouvement lent) est toujours nécessaire pour corriger les légers défauts des optiques du télescope, mais on atteint sans aucun problème la limite de diffraction. Voilà pourquoi les scientifiques attendent beaucoup du nouveau télescope spatial James-Webb de la NASA, successeur de Hubble (6 fois plus gros), qui embarquera plusieurs instruments à haut contraste comprenant des coronographes stellaires.

#### Coronographie stellaire

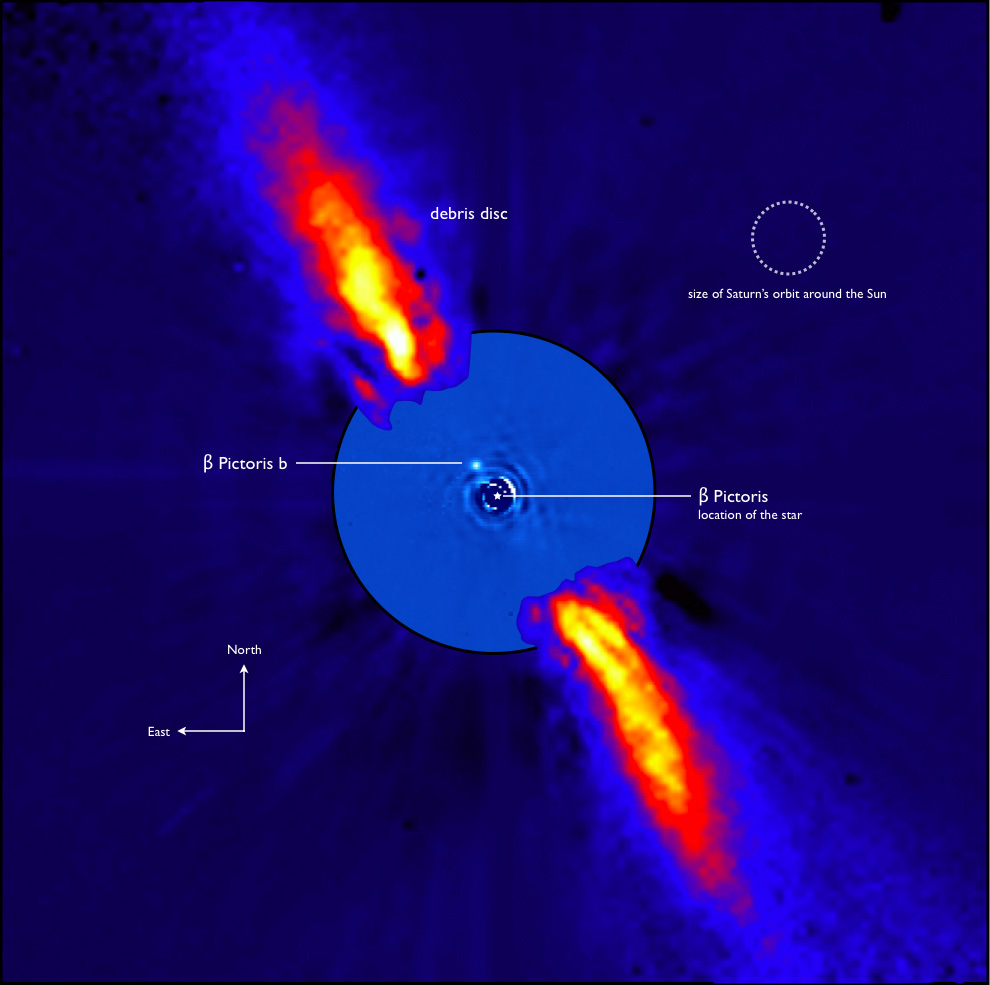
Image coronographique du système Beta Pictoris.

Pour détecter une planète un milliard de fois moins lumineuse que son étoile, même si la caméra utilisée est extrêmement sensible, il faut absolument éclipser l'étoile si on veut avoir une chance de distinguer la planète du bruit ambiant (bruit de photons, bruit de détection, résidu de l'optique adaptative).
Il faut donc cacher ou « éteindre » la lumière fuyant autour de l'étoile, et seulement celle de l'étoile, le plus près possible de celle-ci. Reproduire une éclipse, donc, en utilisant des coronographes, instruments inventés par Bernard Lyot au milieu du XXe siècle pour observer la couronne solaire et modifiés dans les années 80 pour observer les exoplanètes.
Il s'agit d'un véritable défi, puisque la diffraction empêche le masquage d'une source avec un aussi petit cache (qui ne cache que l'étoile et pas la planète) : la lumière « fuit », même avec un système optique parfait.
De nombreux coronographes ont été développés pour contourner ce problème : ils utilisent des caches un peu modifiés (dérivés du principe de Lyot), essayent d'éliminer la diffraction en adoucissant les bords du faisceau lumineux avant le cache, ou jouent sur des interférences de la lumière de l'étoile sur elle-même. Par exemple, à la fin des années 2000, l'exoplanète Fomalhaut b a été découverte par un tel instrument. Une autre technique a aussi été envisagée, consistant à placer dans l'espace un vaisseau occulteur à grande distance du télescope. Voici la plupart des principes développés jusqu'à aujourd'hui, ainsi que leurs performances et faiblesses :
Coronographes de Lyot modifiés
- Cor. Lyot apodisé : amélioration facile du Lyot, mais contraste moyen.

Coronographes à apodisation
- Cor. à pupille reformée : meilleur contraste démontré actuellement (qqs milliards), mais transmission moyenne. (JPL, USA)
- PIAA (apodisation par miroirs) : très bon contraste potentiellement, visibilité très près de l'étoile, mais sensibilité aux aberrations, et faible bande passante (en longueurs d'onde). (Subaru/JPL, USA)

Coronographes interférentiels
- Cor. à annulation ou nulling : assez bon contraste, mais peu de visibilité près de l'étoile. (nombreux systèmes développés à travers le monde)
- 4QPM (Masque de phase à 4 cadrans) : très bon contraste potentiel, mais faible bande passante, et grande sensibilité à la largeur et au centrage de l'étoile. Possibilité d'amélioration en utilisant plusieurs 4QPM à la chaîne. (Obs. Meudon, France)
- OVC (Cor. à vortex optique) : équivalent au précédent en qualité, moins de sensibilité à la taille de l'étoile.

Occulteur extérieur
- Occultation quasi parfaite mais grandes difficultés de réalisation

Par ailleurs, on associe parfois une optique active au coronographe, afin de corriger les petits défauts inhérents à ses optiques.

#### Imagerie spéciale ou traitement d'image
Les coronographes laissent pour la plupart toujours passer les rayons lumineux aberrants (défauts des optiques, erreurs de correction de la turbulence), et la lumière résiduelle de l'étoile, visible sous forme de grains de speckle (« tavelures » en français), est encore souvent 1 000 fois plus lumineuse que la planète à observer.
Les speckles provenant des aberrations de l'atmosphère ou du télescope lui-même, peuvent être moyennés ou corrigés par l'optique adaptative, mais il reste souvent des speckles statiques dus aux aberrations des optiques du coronographe. C'est la suppression de ces derniers speckles statiques que visent les techniques qui suivent, en particulier.
Imagerie différentielle simultanée
- En polarisation : on image l'étoile et ses environs pour deux directions de polarisation de la lumière. La lumière de l'étoile n'est pas polarisée, mais celle d'une planète / d'un disque de poussière peut l'être. En faisant la différence des deux images, on ne voit plus que les objets renvoyant une lumière polarisée.
- En longueurs d'onde : une planète peut avoir des bandes d'absorption, alors que le spectre de l'étoile est, en comparaison, très continu. En imageant à deux longueurs d'onde différentes, on peut, de même, révéler une planète.

Imagerie différentielle en rotation
- Les speckles proviennent du système optique, et sont fixes par rapport à la caméra. Mais on peut faire tourner le télescope sur son axe, en gardant l'étoile au centre. Les planètes autour d'une étoile tournent, dans ce cas, alors que les speckles ne tournent pas. Des différences d'images permettent ici aussi de les révéler.

Self-coherent camera (Obs. Meudon, France)
- La Self-coherent camera est un instrument qui module spatialement les grains de speckles en les frangeant par un système d'interférences de type Fizeau à deux ouvertures. Pour ce faire, la Self-coherent camera extrait une partie de la lumière stellaire et la fait interférer avec les grains de speckles. Comme la lumière de l'étoile et celle de la planète ne sont pas cohérentes, elles n'interfèrent pas et l'image enregistrée contient les grains de speckles frangés (ou modulés spatialement) et l'image de la planète qui n'est pas modulée. En traitant l'image dans le domaine de Fourier (fréquences spatiales), il est possible d'extraire le terme non modulé, c'est-à-dire l'image de la planète. Il est également possible d'utiliser la modulation spatiale des grains de speckles pour contrôler un système de correction actif qui minimise l'énergie de ces grains de speckles dans l'image finale, et ainsi augmente le contraste dans les images. De cette manière, des planètes de très faible intensité par rapport à leur étoile hôte peuvent être détectées. La Self-coherent camera est actuellement encore en développement et est envisagée pour plusieurs instruments pour des télescopes terrestres et spatiaux.

### Projets et missions de détection directe d'exoplanètes

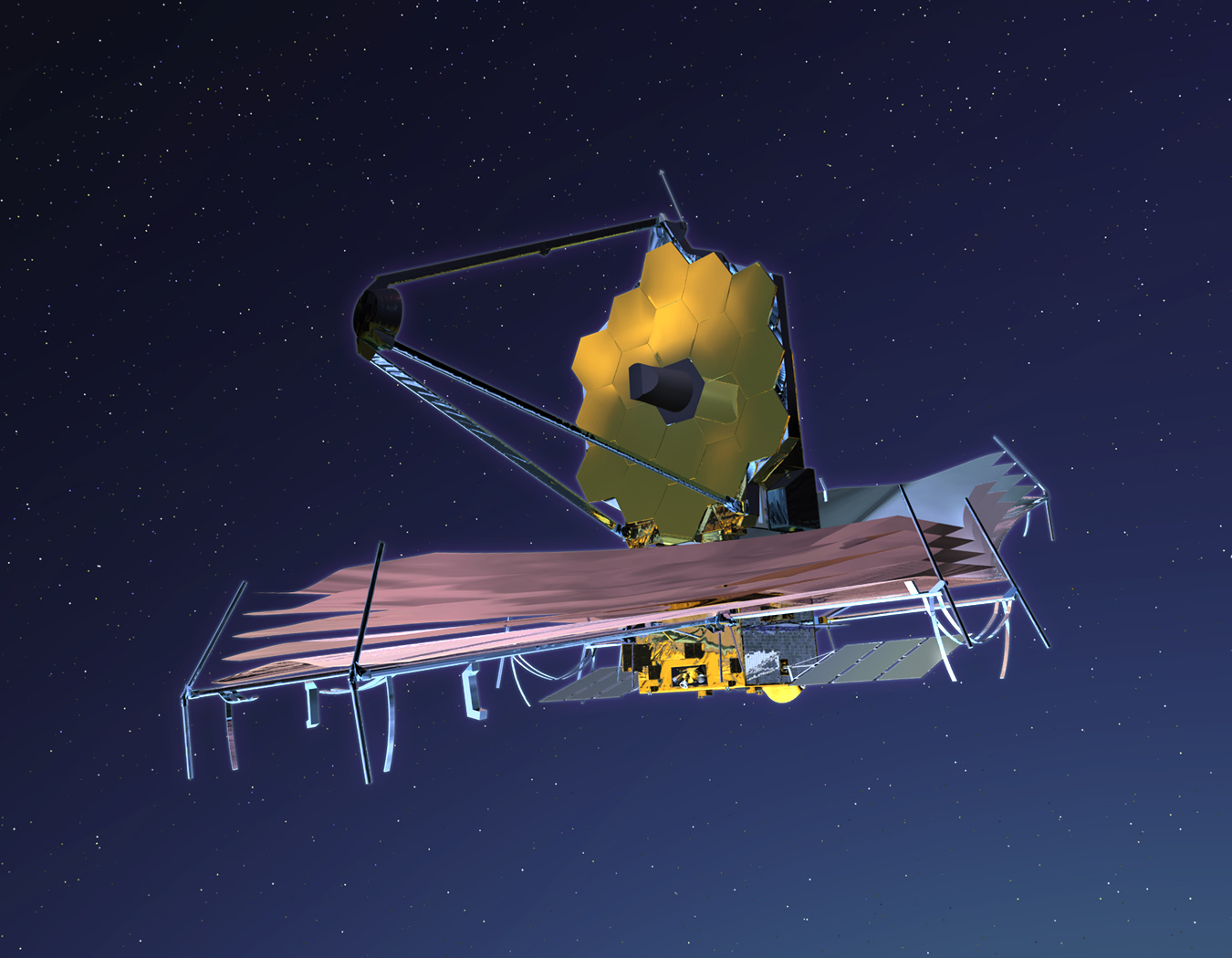
Vue d'artiste du James Webb Space Telescope.

#### Projets terrestres
- HiCIAO, instrument au télescope Subaru, 2008.
- Gemini Planet Imager, instrument aux deux télescopes Gemini, 2010.
- SPHERE, instrument sur l'un des télescopes VLT, 2010.
- GMT Planet Imager, meilleures techniques d'optique adaptative, de coronographie et de traitement d'images, au futur E-ELT de 39,3 mètres, 2021.[réf. nécessaire]

#### Missions spatiales
- Kepler, lancé en 2009, mission étendue jusqu'en 2019.
- James Webb Space Telescope, 2020[10].
- PLATO, 2024.
- projet spatial Darwin, prévu pour 2020, annulé en 2007.
- Exoplanet Characterisation Observatory, prévu pour 2020-2022, abandonné au profit de PLATO en 2014
- Mission New Worlds, pas de date de lancement encore annoncée.